# Sándor Csaba (labdarúgó)
Sándor Csaba (Újfehértó, 1965. október 21. –) magyar labdarúgó, kétszeres magyar kupagyőztes. Szinte egész profi pályafutását a Debreceni VSC kötelékében töltötte, ahol emblematikus figurája volt a klubnak. Egyéves kitérést tett Mezőtúron, de a következő szezonban már visszatért anyaegyesületéhez.

## Sikerei, díjai

### Klub
- Debreceni VSC:
  - Magyar kupa: 1998–99, 2000–01

### Egyéni
- Zilahi-díj: 2001